# Porokolczak lśniący
Porokolczak lśniący (Junghuhnia nitida (Pers.) Ryvarden) – gatunek grzybów należący do rodziny ząbkowcowatych (Steccherinaceae).

## Systematyka i nazewnictwo
Pozycja w klasyfikacji według Index Fungorum: Junghuhnia, Steccherinaceae, Polyporales, Incertae sedis, Agaricomycetes, Agaricomycotina, Basidiomycota, Fungi.
Po raz pierwszy takson ten opisał w 1800 r. Christiaan Hendrik Persoon nadając mu nazwę Poria nitida. Potem zaliczany był do różnych innych rodzajów. Obecną, uznaną przez Index Fungorum nazwę nadał w 1972 r. Leif Ryvarden przenosząc go do rodzaju Steccherinum.
Ma 23 synonimy. Niektóre z nich:
- Chaetoporus nitidus (Pers.) Donk 1967
- Irpex nitidus (Pers.) Saaren. & Kotir. 2002
- Steccherinum nitidum (Pers.) Vesterh. 1996[2].

Nazwy polskie: żagiew mieniąca się (Franciszek Błoński 1889), huba lśniąca (F. Kwieciński 1896), włosak ozdobny (Stanisław Domański 1965), porokolczak lśniący (Władysław Wojewoda 2003). Wszystkie te nazwy są niespójne z nazwą naukową.

## Występowanie i siedlisko
Występuje na wszystkich kontynentach poza Antarktydą, a także na niektórych wyspach. W Polsce podano liczne jego stanowiska. Znajduje się jednak na Czerwonej liście roślin i grzybów Polski. Ma status R – gatunek potencjalnie zagrożony z powodu ograniczonego zasięgu geograficznego i małych obszarów siedliskowych.
Nadrzewny grzyb saprotroficzny. Występuje w różnego typu lasach na martwym drewnie, głównie drzew liściastych, rzadko iglastych. W Polsce notowano jego występowanie na olchach, grabach, topoli osika, dębach, rzadziej na jodle i świerku.